# 바젤 (소프트웨어)
바젤(Bazel)은 소프트웨어 빌드 및 테스트 자동화를 가능하게 하는 오픈 소스 도구이다. Google 은 내부적으로 빌드 도구인 Blaze를 사용하고 Blaze의 애너그램(anagram)으로 명명된 Bazel로 Blaze 도구의 일부를 공개 및 공개했다. Bazel은 2015년 3월에 처음 출시되었으며 2015년 9월까지 베타 테스트를 받았다.
Make, Apache Ant 또는 Apache Maven과 같은 빌드 도구와 유사하게 Bazel은 일련의 규칙을 사용하여 소스 코드에서 응용 소프트웨어를 빌드한다. 규칙과 매크로는 파이썬(Python)의 하위 집합인 Starlark 언어로 작성된다. Java, C, C ++, Python, Objective-C 및 Bourne 셸 스크립트 프로그래밍 언어로 작성된 소프트웨어 작성을 위한 기본 규칙이 있다. Bazel은 Android 및 iOS 운영 체제용 배포에 적합한 응용 소프트웨어 패키지를 생성할 수 있다.
Bazel을 설계할 때 빌드 속도, 정확성 및 재현성에 중점을 두었다. 이 도구는 병렬화를 사용하여 빌드 프로세스의 일부분을 가속화한다. 복잡한 빌드 그래프에서 빌드 의존성을 분석하는 데 사용할 수 있는 Bazel Query 언어가 포함되어 있다.

## 같이 보기
- 닌자
- GN